# Лоцо ди Кадоре
Лоцо ди Кадоре (итал. Lozzo di Cadore) је насеље у Италији у округу Белуно, региону Венето.
Према процени из 2011. у насељу је живело 1463 становника. Насеље се налази на надморској висини од 785 м.

## Становништво
Према резултатима пописа становништва 2011. у општини је живело 1.497 становника.
| 1951. | 1961. | 1971. | 1981. | 1991. | 2001. | 2011. |
| ----- | ----- | ----- | ----- | ----- | ----- | ----- |
| 1.846 | 1.759 | 1.776 | 1.689 | 1.567 | 1.615 | 1.497 |